# Saison 1988-1989 du SC Abbeville Côte Picarde
Maillots
Chronologie
Saison précédente Saison suivante
La saison 1988-1989 du SC Abbeville Côte Picarde est la neuvième saison de ce club de football samarien en deuxième division du championnat de France, après son maintien l'année précédente. C'est aussi la troisième du club sous statut professionnel.
Patrick Gonfalone entraîne le club lors de cette saison. Il est entraîneur du club depuis mars 1987 et le limogeage de Georges Eo.

## Avant-saison

### Transferts

#### Mercato d'été
| Joueur               | P. | Club                   | Transfert |
| -------------------- | -- | ---------------------- | --------- |
| Arrivées             |    |                        |           |
| Pascal Drieu         | M  | Stade de Reims (D2)    | Libre     |
| Jean-Marc Droesch    | A  | RC Strasbourg (D2)     | Libre     |
| Marc Eschbach        | D  | RC Strasbourg (D2)     | Libre     |
| Christian Fischer    | M  | RC Strasbourg (D2)     | Libre     |
| Alain Garraud        | D  | Stade quimpérois (D2)  | Libre     |
| Tony Giannetta       | M  | Angers SCO (D2)        | Libre     |
| Giuseppe Montibeller | A  | FC Rouen (D2)          | Libre     |
| Éric Pégorer         | G  | AS Nancy-Lorraine (D2) | Libre     |

| Joueur                 | P. | Club                       | Transfert      |
| ---------------------- | -- | -------------------------- | -------------- |
| Départs                |    |                            |                |
| Belkacem Abdelhak      | A  | Olympique Charleville (D3) | Fin de contrat |
| Didier Dufour          | D  |                            | Retraite       |
| Jean-Charles Guttierez | A  | ?                          | Fin de contrat |
| Pascal Janin           | G  | RC Strasbourg (D1)         | Fin de contrat |
| Hubert Martin          | A  | Le Touquet AC (D2)         | Fin de contrat |
| Marc Morel             | M  | CS Louhans-Cuiseaux (D2)   | Fin de contrat |
| Jean-Pierre Robert     | G  | SC Abbeville B (DH), entr. | Retraite       |
| Franck Urbaniak        | G  | ES Arques (D3)             | Prêt           |

## Matchs officiels de la saison
Le tableau ci-dessous retrace dans l'ordre chronologique les 36 rencontres officielles jouées par le SC Abbeville durant la saison. Le club abbevillois a participé aux 34 journées du championnat ainsi qu'à deux tours de Coupe de France.
À la fin la saison, Abbeville a remporté 11 matchs, en a perdu 16 et a fait 9 matchs nuls.

## Affluences
Affluence du SC Abbeville à domicile

## Équipe réserve
L'équipe réserve du SC Abbeville sert de tremplin vers le groupe professionnel pour les jeunes du centre de formation mais permet également à certains joueurs non alignés avec l'équipe professionnelle d'avoir du temps de jeu. L'équipe réserve est également utilisée fréquemment par des professionnels en phase de reprise à la suite d'une blessure. Pour cette saison, l'équipe B d'Abbeville évolue en Division Honneur de la Ligue de Picardie.